# Liste der Kardinalskreierungen Nikolaus’ V.
Papst Nikolaus V. kreierte während seines Pontifikates folgende Kardinäle:

## 16. Februar 1448
- Antonio Cerdà i Lloscos OSST

## 20. Dezember 1448
- Astorgio Agnesi
- Latino Orsini
- Alain de Coëtivy
- Jean Rolin
- Filippo Calandrini

- in pectore, jedoch nicht veröffentlicht Nikolaus Krebs

## 23. April 1449
- Amadeus von Savoyen

## 19. Dezember 1449
- Jean d’Arces
- Louis de La Palud OSB
- Guillaume d’Estaing OSB